# Collège Saint-Michel (La Réunion)
Pour les articles homonymes, voir Collège Saint-Michel.
Le collège Saint-Michel est un collège catholique de l'île de La Réunion, département d'outre-mer français dans le sud-ouest de l'océan Indien. Il est situé à Saint-Denis, le chef-lieu, à proximité immédiate de la chapelle Saint-Thomas-des-Indiens, qui lui fait face, et sur les franges occidentales du quartier Saint-Jacques.

## Les débuts de l'enseignement catholique à La Réunion

### Quelques repères historiques sur la présence des Frères des Écoles chrétiennes à La Réunion
En 1815, l'île Bourbon revient à la France, il n'y a aucun collège d'État sur l'île.
La même année, le gouverneur Bouvet de Lozier demande au roi Louis XVIII l'envoi de personnel enseignant dont des Frères des Écoles chrétiennes, ainsi que l'attribution de fonds pour remettre en état des écoles primaires, et un établissement d'enseignement secondaire à Saint-Denis. 
Le 18 mai 1817, six Frères des Écoles chrétiennes et l'instituteur Bernard débarquent à Saint-Denis. Par équipes de deux (selon la règle des Frères des Écoles chrétiennes) ils ouvrent les premiers établissements gratuits d'enseignement à Saint-Denis, Saint-Pierre et Saint-Paul. Quant à l'instituteur Bernard, il est envoyé à Saint-Benoît.
L'isolement et le découragement sont à l'origine de la fermeture de l'école de Saint-Pierre, peu après son ouverture. Puis la dispersion des efforts des Frères cause la ruine du groupe missionnaire, et la faible fréquentation des élèves provoque la fermeture de ces écoles. En 1824, il ne reste plus qu'un Frère à Saint-Benoît.
En 1826, cinq nouveaux Frères arrivent et restent à Saint-Denis. D'autres renforts permettent la réouverture des écoles de Saint-Paul et Saint-Benoît. 
En 1836, un noviciat est créé pour former des recrues créoles.
À partir de 1841, de nouvelles écoles ouvrent. Au total, en 1848, sept quartiers de Saint-Denis ont une école primaire gratuite tenue par les Frères.

### L'épisode de la laïcisation
Après la publication des lois scolaires et la décision locale de remplacer les Frères malades ou décédés par des laïcs, les Frères des Écoles chrétiennes préfèrent fermer leurs établissements. À Saint-Denis ils préviennent la laïcisation en aménageant leur nouvelle résidence dès 1893, dans l'ancien collège des Jésuites, rue La Fontaine.
En 1894 la nouvelle école des Frères "Le pensionnat Saint-Michel" ouvre ses portes, il propose l'enseignement secondaire classique et moderne rue La Fontaine (actuelle rue Monseigneur de Beaumont).
Les bâtiments originaux seront remplacés en 1949 par des constructions en pierre.

### Les fondations et populations d'élèves de 1817 à 1848
- Date → Effectifs → Localisation

- 1817 → 65 → Saint-Denis, Saint-Paul, Saint-Pierre
- 1818 → 128 → Saint-Denis, Saint-Paul
- 1819 → 158 → Saint-Denis, Saint-Paul
- 1820 → 182 → Saint-Denis, Saint-Paul
- 1821 → 199 → Saint-Denis, Saint-Paul
- 1822 → 120 → Saint-Denis
- 1823 → 151 → Saint-Denis - Saint-Benoît
- 1824 → 165 → Saint-Denis - Saint-Benoît
- 1825 → 45 → Saint-Benoît
- 1826 → 60 → Saint-Denis
- 1827 → 203 → Saint-Denis
- 1828 → 195 → Saint-Denis
- 1829 → 190 → Saint-Denis
- 1830 → 183 → Saint-Denis
- 1831 → 150 → Saint-Denis
- 1832 → 135 → Saint-Denis
- 1833 → 270 → Saint-Denis, Saint-Benoît, Saint-Paul
- 1834 → 424 → Saint-Denis, Saint-Benoît, Saint-Paul

- De 1835 à 1848, les effectifs des élèves triplent pour atteindre 1242 répartis sur 7 villes.

## L'évolution architecturale du collège Saint-Michel

### 1858-1900
Situé entre les rues La Fontaine (actuelle rue Monseigneur de Beaumont), Montreuil et Dauphine (rue Général De Gaulle), le collège Saint-Michel a connu des changements architecturaux et administratifs conséquents.
En effet, en 1858, les Pères Jésuites créent le collège Sainte-Marie dont les bâtiments étaient en bois. Ils furent saccagés par des émeutiers en 1868.
Durant l'année 1900, les frères sont confrontés à la fermeture de leur collège qui devient une école primaire.

### 1946 à nos jours
En 1946, le frère Xénophon Denis (visiteur auxiliaire de la Société civile Saint-Michel fondée en 1883) décide de créer un collège dit « nouveau. » Dans cette même année, il fait poser la première pierre de cet établissement qui va devenir l'actuel collège Saint-Michel. Un cyclone en 1946 et un autre 1948 vont quasiment anéantir les bâtiments existants.
Il ne restera debout que les quatre murs de la chapelle…
Quatorze années seront nécessaires à Frère Denis pour reconstruire le collège en béton armé. Des aménagements se feront régulièrement, comme par exemple :
⇒ La construction en 1989 d'un étage au-dessus de la cantine destiné aux laboratoires des nouvelles classes technologiques.
⇒ La transformation des chambres des Frères pour y établir des classes de 3e et 4e technologiques.
⇒ La construction sur les ruines de la chapelle (1992) des bâtiments administratifs et d'une salle de permanence.
⇒ Durant cette même année, la ville de Saint-Denis fait construire les tribunes du stade de Saint-Michel, anciennement le grand verger des frères. 
Chaque année, le collège accueille un nombre croissant d'élèves pour atteindre aujourd'hui un effectif de 1384 élèves (2009). Face à cette augmentation, dynamiser les structures est une nécessité et des travaux sont chaque année réalisés dans le but de répondre aux besoins éducatifs actuels. Cette évolution du collège a pu s'effectuer grâce aux efforts de tous et en particulier des Frères.
Cette évolution n'est pas encore terminée…

## Les Frères des Écoles chrétiennes
Les Frères des Écoles chrétiennes comptent de nombreuses figures. Parmi elles et sans doute le plus connu à La Réunion, on peut notamment citer le Frère Scubilion. De son vivant, Frère Scubilion était vénéré comme un saint par la population de son « quartier ». Des histoires de guérisons commençaient à circuler… Ses funérailles, le dimanche des Rameaux 1867, furent une vraie procession de fête… 
La nécessité de mettre en place des structures d'enseignements durables, dans un contexte où le rôle social de l'Église est important, ont vu l'émergence d'autres personnalités.

### Frère Denis, le bâtisseur
Né en septembre 1893, Frère Xénophon Denis, de son vrai nom Adrien Devals, a été surnommé « le bâtisseur ».
Selon Frère Michel Joseph, ancien enseignant et responsable de la pastorale à Saint-Michel, le Frère Denis a rénové la Maison blanche du Guillaume en 1941 comme maison de formation des futurs Frères ; Au Bourg-Murat, la vieille bâtisse encore visible face au stade est aussi son œuvre pour l'APECA ainsi que l'ancienne école Saint-Charles à Saint-Pierre complétant la maison Choppy en bois.
L'une de ses dernières et grandes œuvres a été la construction du collège Saint-Michel à Saint-Denis. 
Infatigable, sillonnant l'île tout entière à bicyclette, à Solex, puis en Renault « 4 chevaux » qu'il avait aménagée en couchette pour ses nuits de voyage, Frère Denis a rassemblé les sommes nécessaires à la réalisation de ce projet. Action remarquable au lendemain de la Seconde Guerre mondiale et du cyclone destructeur de 1948. Il fut très bien accueilli par la population modeste qui lui remettait de petites aumônes, ruisseaux alimentant la grande rivière. De grandes familles ou des entreprises de l'île furent également sollicitées. Elles lui ont versé d'importantes sommes pour la réalisation de salles (existe encore à Saint-Michel une plaque commémorative au nom d'un donateur) ; parfois avec courage et humilité, il encaissait aussi des refus et injures. Bien souvent, la communauté des Frères laissait ses indemnités au frère Denis pour les salaires des ouvriers du chantier et se contentait de peu (« fruit à pain matin, fruit à pain midi, fruit à pain le soir », au dire d'un frère). 
Le collège Saint-Michel fut reconstruit en dur en 1948. En 1993, un buste fut érigé dans l'enceinte du bâtiment et la ruelle Montante lui faisant face fut rebaptisée rue du Cher-Frère-Denis, à l'occasion de la commémoration de ses cent ans. 
Mort en 1964, il a laissé un souvenir impérissable dans ce collège dionysien et dans l'histoire des Frères des Écoles chrétiennes de La Réunion.
« Le frère Denis avait l'audace des timides et le zèle demandé par la Règle des FEC ».